# Võ Thị Thắng
Võ Thị Thắng (10 de dezembro de 1945 - 22 de agosto de 2014) foi uma revolucionária e estadista vietnamita. Ela foi membro da delegação Long An à Assembleia Nacional do Vietnã durante sua quarta, quinta e sexta sessões. Ela também atuou como membro do Comitê Central do Partido Comunista do Vietnã (oitavo e nono congressos), Diretora Geral da Administração Nacional de Turismo do Vietnã, Presidente da Associação de Amizade Vietnã-Cuba e Vice-Presidente da União das Mulheres do Vietnã.
Fora do Vietnã, ela é mais conhecida por uma fotografia sua sorrindo ao ser condenada por tentativa de assassinato durante a Guerra do Vietnã. A fotografia é popularmente conhecida como “Smile of Victory” (Sorriso da Vitória) e se tornou um símbolo das mulheres vietnamitas que lutaram na guerra.

## Juventude
Võ Thị Thắng nasceu em 10 de dezembro de 1945 no que hoje é a comuna de Tân Bửu, distrito de Bến Lức, província de Long An, Vietnã. Ela era a mais nova de oito irmãos e seus familiares apoiavam o governo norte-vietnamita . Aos 16 anos, Thắng juntou-se à Frente de Libertação Nacional do Vietnã do Sul (NLF) clandestina. Quando ela tinha 17 anos, ela se mudou para Saigon (atual cidade de Ho Chi Minh ) e se juntou às filiais locais da União da Juventude Comunista de Ho Chi Minh e da Associação de Estudantes Vietnamitas, que foram proibidas pelo governo sul-vietnamita.

## Guerra do Vietnã
Em julho de 1968, durante a Ofensiva do Tet na Guerra do Vietnã, a NLF encarregou Thắng de assassinar um suposto espião em Saigon. Depois de não conseguir matar o seu alvo, ela foi presa pelas autoridades sul-vietnamitas e condenada por um tribunal militar a 20 anos de trabalhos forçados na prisão de Côn Đảo . Ao receber sua sentença, Thắng enfrentou o júri e respondeu: "Seu governo durará o suficiente para me prender por 20 anos?"  Uma fotografia de Thắng sorrindo, tirada por uma repórter japonesa em sua sentença, tornou-se popularmente conhecida como o “Smile of Victory” (Sorriso da Vitória), um símbolo das mulheres vietnamitas que lutaram na Guerra do Vietnã.
Thắng foi libertada em 7 de março de 1974 sob os Acordos de Paz de Paris, tendo cumprido menos de seis anos de sua sentença.

## Vida posterior
Após o fim da Guerra do Vietnã e a reunificação do Vietnã em 30 de abril de 1975, Thắng aposentou-se do Exército Popular do Vietnã e continuou seu trabalho com a União da Juventude Comunista de Ho Chi Minh. O governo vietnamita mais tarde a nomeou vice-presidente permanente da União das Mulheres do Vietnã .
Ela foi eleita para a quarta (1971–1975), quinta (1975–1976) e sexta (1976–1981) sessões da Assembleia Nacional do Vietnã como representante da Província de Long An, bem como para a oitava e nono congressos do Comitê Central do Partido Comunista do Vietnã . Ela também atuou como Diretora Geral da Administração Nacional de Turismo do Vietnã e Presidente da Associação de Amizade Vietnã-Cuba.
Thắng aposentou-se em 2007 e morreu em 22 de agosto de 2014.

## Honrarias
Thắng recebeu postumamente o título de Herói das Forças Armadas Populares pelo presidente vietnamita Trương Tấn Sang em 20 de agosto de 2015. O Ministério da Cultura, Esportes e Turismo realizou a cerimónia de entrega de prémios no dia 10 de setembro de 2015, no Hotel Caravelle, na cidade de Ho Chi Minh.
Uma escola primária em Havana, Cuba, leva o seu nome.

### Prêmios
| País   | Prêmio                            | Prêmio                             |
| ------ | --------------------------------- | ---------------------------------- |
| Vietnã |                                   | Herói das Forças Armadas Populares |
| Vietnã | Ordem da Independência, 2ª classe |                                    |
| Vietnã | Ordem do Trabalho, 1ª turma       |                                    |
| Vietnã | Ordem da Resistência, 1ª classe   |                                    |
| Vietnã | Ordem da Vitória, 1ª classe       |                                    |
| Cuba   |                                   | Ordem de Anna Betancourt           |
| Cuba   | Ordem da Amizade                  |                                    |